# Idioma talish
El idioma talish (Tolışi / Толыши / تالشی زَوُن) es una lengua indoirania occidental. El talish fue prevalente en Azerbaiyán[cita requerida] antes de la llegada de los selyúcidas, aunque con el tiempo la mayoría de la población de Azerbaiyán pasó al uso permanente de la lengua azerí, que pertenece a la familia de lenguas túrquicas.
El idioma talish es hablado en el norte de las provincias iraníes, Guilán y Ardebil y en el sur de Azerbaiyán. Se compone de tres dialectos: norte, central y sur. El talish es inteligible con el persa parcialmente, pero no totalmente. Está clasificado como «vulnerable» por el Libro Rojo de las Lenguas Amenazadas de la UNESCO.

## Distribución del talish
Según los registros oficiales existen unos 200.000 hablantes, aunque cifras no oficiales marcan hasta 300.000. [cita requerida]. Además de los talyshi en el territorio viven grupos de kurdos y los Tats, de origen iranio pero de ramas distintas. Uno de los parientes más cercanos al talish era la lengua Kilit, que existió en la zona Ordubad de la región de Najicheván hasta la transición completa de la población local a la lengua azerí moderna. Genéticamente los idiomas más cercanos al talish son el zazaki y el kurdo. En 1929, durante la rusificación llevada a cabo por la URSS, se propuso la creación de una escritura basada en el alfabeto latino para el talish. En 1938 se creó una base cirílica, que no llegó a ser difundido por varias razones. En 2003, el Ministerio de Educación de Azerbaiyán aprobó los programas de formación para la escuela secundaria en el lenguaje talish.

## Conjugación de los tiempos verbales
| Modo        | Tiempo verbal                | Norte Lavandavili | Central Taleshdu | Sur Khushabari | Tati Kelori    |
| ----------- | ---------------------------- | ----------------- | ---------------- | -------------- | -------------- |
| Infinitivo  | -                            | dut-ē             | dašt-ē           | dēšt-ē         | dut-an         |
| indicativo  | Presente                     | dute-da-m         | ba-dašt-im       | dērz-em        | duj-em         |
| -           | Pretérito perfecto simple    | dut-emē           | dašt-em          | dēšt-em        | bedut-em       |
| -           | Pretérito perfecto compuesto | dute-aymē         | adērz-ima        | dērz-ima       | duj-isēym      |
| -           | Pretérito anterior           | dut-am bē         | dašt-am-ba       | dēšt-am-ba     | dut-am-bē      |
| -           | Pretérito imperfecto         | dut dab-im        | kârb-im dašt-ē   | kârb-im dēšt-ē | kerâ duj-isēym |
| -           | Gerundio                     | dute da-m         | kâr-im dašt-ē    | kâra dērz-em   | kerâ duj-em    |
| -           | Futuro                       | pima dut-ē        | pima dašt-ē      | pima dēšt-ē    | xâm dut-an     |
| Subjuntivo  | Presente                     | be-dut-em         | be-dērz-em       | be-dērz-em     | be-duj-em      |
| -           | Pretérito imperfecto         | dut-am-bu         | dašt-am-bâ       | dēšt-am-bu     | dut-am-bâ      |
| Condicional | Condicional perfecto         | dut-am ban        | ba-dērz-im       | be-dērz-im     | be-duj-im      |

### Diccionarios
- Informe etnológico para código de lenguaje: tly

- Datos: Q34318